# Retrato de Antonio de Borgoña

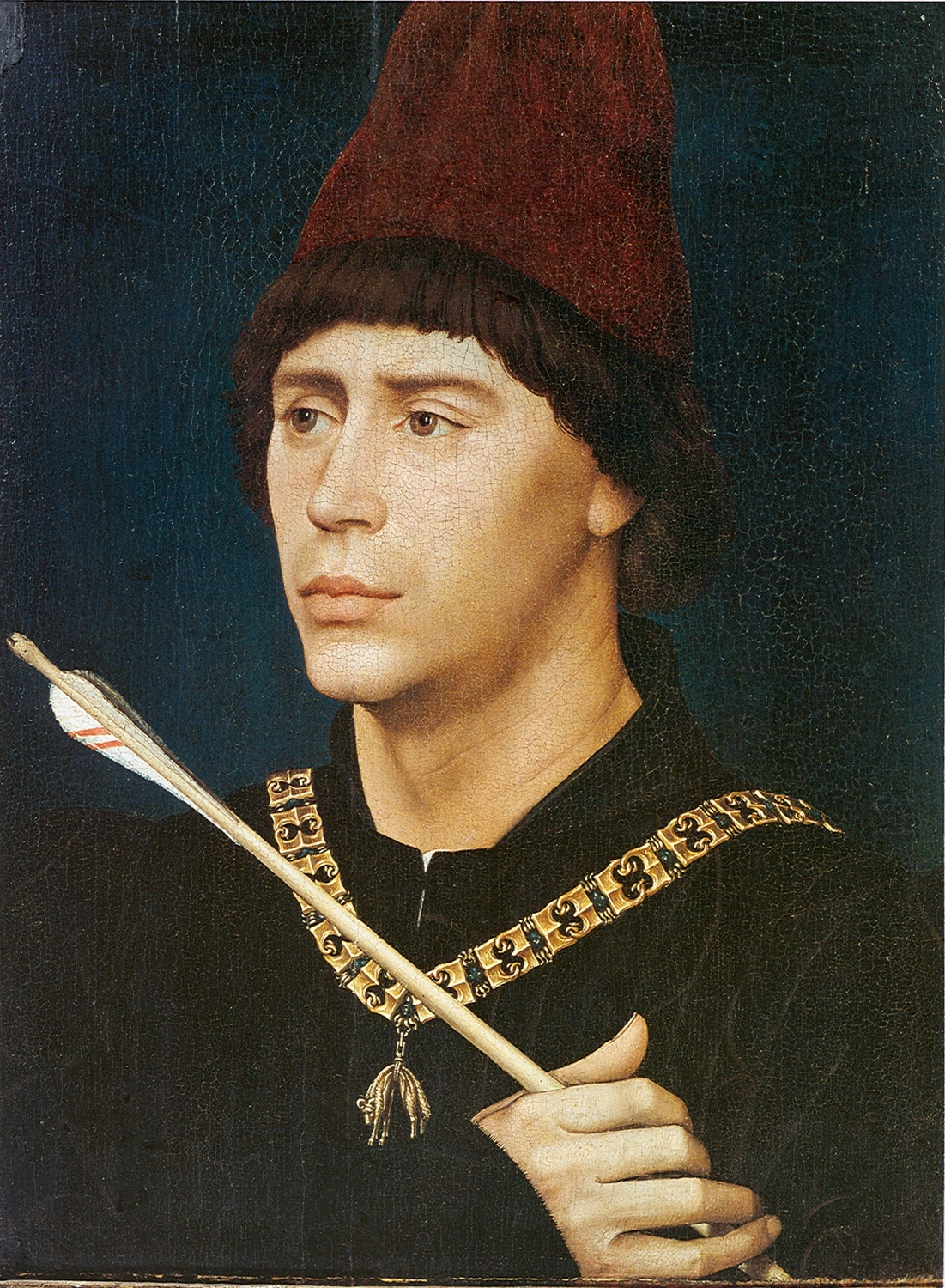
Retrato de Antonio, 'Gran Bastardo' de Borgoña, Rogier van der Weyden, óleo sobre tabla de madera, 19 cm × 28.5 cm. Museos Reales de Bellas Artes de Bélgica, Bélgica.

Retrato de Antonio de Borgoña o Retrato de Antonio 'Gran Bastardo' de Borgoña es un óleo sobre tabla del pintor primitivo flamenco Rogier van der Weyden que retrata a Antonio de Borgoña, hijo bastardo de Felipe el Bueno y una de sus amantes, Jeanne de Presle. La tabla data aproximadamente de 1460 y se conserva en los Museos Reales de Bellas Artes de Bélgica. Lleva el collar de la Orden del Toisón de Oro, una orden caballeresca fundada el 10 de enero de 1430 por su padre, el duque de Borgoña. En 1456 Antonio fue admitido en la prestigiosa Orden, con solo otros 29 miembros en aquel tiempo. La importancia exacta de la flecha que sujeta en la mano el bastardo es desconocida, aunque el vellocino de oro se refiere al héroe mitológico griego Jasón o al guerrero y juez hebreo Gedeón.
El trabajo es uno  de los tres retratos de alto perfil encargados a van der Weyden por los duques de Borgoña alrededor de 1460. Los otros son los retratos de Felipe el Bueno y de Carlos el Temerario. Como en la mayoría de los retratos masculinos de van der Weyden, Antonio es mostrado de tres cuartos, mirando a la distancia.

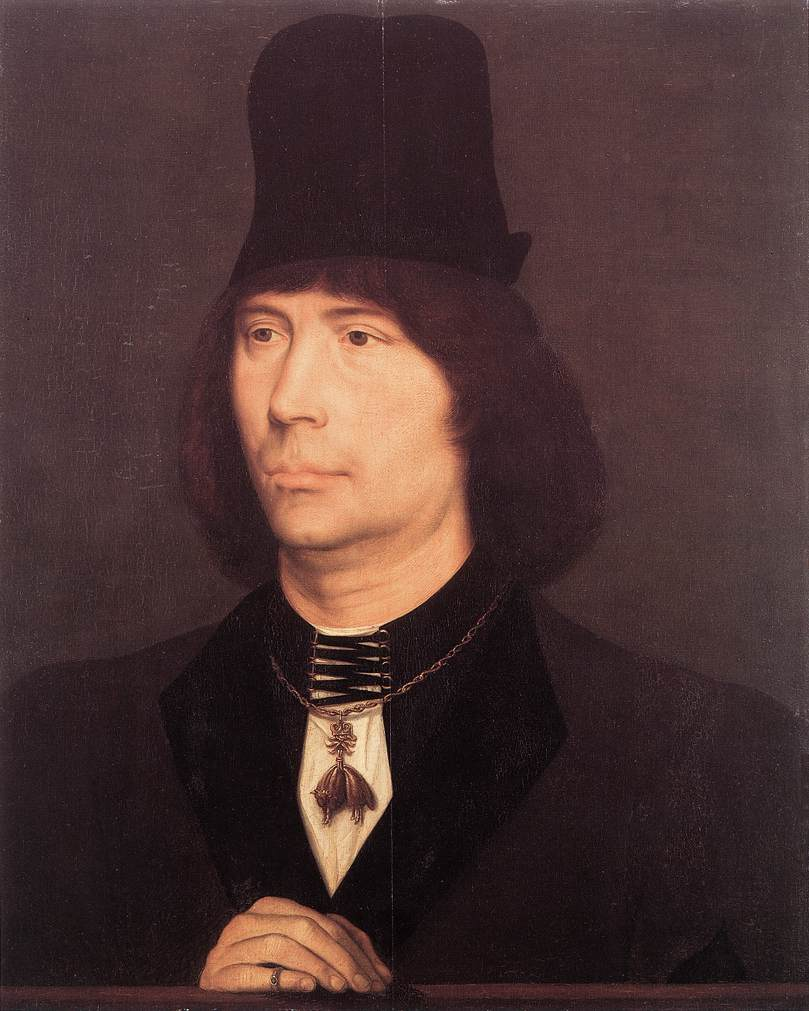
El retrato de Antonio atribuido a Hans Memling, 1467–70

En sus últimos retratos encargados, van der Weyden halagó a los comitentes. A menudo idealizó o suavizó sus características faciales, dotándoles de una belleza, interés o inteligencia que podrían no haber poseído al natural. Si este retrato se compara con el estrictamente realista retrato de Antonio atribuido a Hans Memling, pintado 8–10 años más tarde, se pueden ver las libertades tomadas por van der Weyden. Incluso teniendo en cuenta el envejecimiento, el artista parece haber agrandado los ojos, definido los contornos del rostro, y dado una mandíbula mucho más fuerte que lo que se ve en el retrato de Memling.